# Box-office 1993 au Canada et aux États-Unis
Cet article traite du box-office de 1993 au Canada et aux États-Unis. 

## Classement
| Rang | Titre                          | Pays                           | Réalisateur       | Budget en USD | Recettes      |
| ---- | ------------------------------ | ------------------------------ | ----------------- | ------------- | ------------- |
| 1.   | Jurassic Park                  | États-Unis d'Amérique          | Steven Spielberg  | 63 000 000    | 357 067 947 $ |
| 2.   | Madame Doubtfire               | États-Unis d'Amérique          | Chris Columbus    |               | 219 195 243 $ |
| 3.   | Le Fugitif                     | États-Unis d'Amérique          | Andrew Davis      |               | 183 875 760 $ |
| 4.   | La Firme                       | États-Unis d'Amérique          | Sydney Pollack    |               | 158 348 367 $ |
| 5.   | Nuits blanches à Seattle       | États-Unis d'Amérique          | Nora Ephron       |               | 126 680 884 $ |
| 6.   | Proposition indécente          | États-Unis d'Amérique          | Adrian Lyne       |               | 106 614 059 $ |
| 7.   | Dans la ligne de mire          | États-Unis d'Amérique          | Wolfgang Petersen |               | 102 314 823 $ |
| 8.   | L'Affaire Pélican              | États-Unis d'Amérique          | Alan J. Pakula    |               | 100 768 056 $ |
| 9.   | La Liste de Schindler          | États-Unis d'Amérique          | Steven Spielberg  | 22 000 000    | 96 065 768 $  |
| 10.  | Cliffhanger : Traque au sommet | États-Unis d'Amérique          | Renny Harlin      | 65 000 000    | 84 049 211 $  |
| 11.  | Sauvez Willy                   | États-Unis d'Amérique · France | Simon Wincer      |               | 77 698 625 $  |
| 12.  | Philadelphia                   | États-Unis d'Amérique          | Jonathan Demme    |               | 77 446 440 $  |
| 13.  | Un jour sans fin               | États-Unis d'Amérique          | Harold Ramis      |               | 70 906 973 $  |
| 14.  | Les Grincheux                  | États-Unis d'Amérique          | Donald Petrie     |               | 70 172 621 $  |

## Classement par week-end
| #  | Date              | Film no 1                        | Recettes     |
| -- | ----------------- | -------------------------------- | ------------ |
| 1  | 1er janvier 1993  | Aladdin                          | 15 642 073 $ |
| 2  | 8 janvier 1993    | Des hommes d'honneur             | 9 012 668 $  |
| 3  | 15 janvier 1993   | Aladdin                          | 10 920 346 $ |
| 4  | 22 janvier 1993   | Aladdin                          | 7 438 690 $  |
| 5  | 29 janvier 1993   | Aladdin                          | 6 319 917 $  |
| 6  | 5 février 1993    | Alarme fatale                    | 9 202 722 $  |
| 7  | 12 février 1993   | Groundhog Day                    | 14 652 108 $ |
| 8  | 19 février 1993   | Groundhog Day                    | 9 330 577 $  |
| 9  | 26 février 1993   | Chute libre                      | 8 724 452 $  |
| 10 | 5 mars 1993       | Chute libre                      | 7 625 100 $  |
| 11 | 12 mars 1993      | CB4                              | 6 122 450 $  |
| 12 | 19 mars 1993      | Les Tortues ninja 3              | 12 419 597 $ |
| 13 | 26 mars 1993      | Les Tortues ninja 3              | 7 405 465 $  |
| 14 | 2 avril 1993      | Cop and a Half                   | 6 027 285 $  |
| 15 | 9 avril 1993      | Proposition indécente            | 18 387 632 $ |
| 16 | 16 avril 1993     | Proposition indécente            | 14 724 600 $ |
| 17 | 23 avril 1993     | Proposition indécente            | 10 010 763 $ |
| 18 | 30 avril 1993     | Proposition indécente            | 7 089 915 $  |
| 19 | 7 mai 1993        | Dragon, l'histoire de Bruce Lee  | 10 019 970 $ |
| 20 | 14 mai 1993       | Président d'un jour              | 8 506 834 $  |
| 21 | 21 mai 1993       | Sliver                           | 12 138 283 $ |
| 22 | 28 mai 1993       | Cliffhanger : Traque au sommet   | 20 458 022 $ |
| 23 | 4 juin 1993       | Cliffhanger : Traque au sommet   | 12 152 400 $ |
| 24 | 11 juin 1993      | Jurassic Park                    | 47 026 828 $ |
| 25 | 18 juin 1993      | Jurassic Park                    | 38 455 860 $ |
| 26 | 25 juin 1993      | Jurassic Park                    | 27 690 520 $ |
| 27 | 2 juillet 1993    | La Firme                         | 32 476 785 $ |
| 28 | 9 juillet 1993    | La Firme                         | 17 937 098 $ |
| 29 | 16 juillet 1993   | La Firme                         | 13 281 416 $ |
| 30 | 23 juillet 1993   | Poetic Justice                   | 11 728 455 $ |
| 31 | 30 juillet 1993   | Soleil levant                    | 15 195 941 $ |
| 32 | 6 aout 1993       | Le Fugitif                       | 23 758 855 $ |
| 33 | 13 aout 1993      | Le Fugitif                       | 22 438 277 $ |
| 34 | 20 aout 1993      | Le Fugitif                       | 18 148 331 $ |
| 35 | 27 aout 1993      | Le Fugitif                       | 14 502 865 $ |
| 36 | 3 septembre 1993  | Le Fugitif                       | 17 239 413 $ |
| 37 | 10 septembre 1993 | Le Fugitif                       | 8 316 440 $  |
| 38 | 17 septembre 1993 | Piège en eaux troubles           | 8 705 808 $  |
| 39 | 24 septembre 1993 | Le Bon Fils                      | 12 520 305 $ |
| 40 | 1er octobre 1993  | Malice                           | 9 232 650 $  |
| 41 | 8 octobre 1993    | Demolition Man                   | 14 262 432 $ |
| 42 | 15 octobre 1993   | Demolition Man                   | 10 284 335 $ |
| 43 | 22 octobre 1993   | Les Allumés de Beverly Hills     | 7 178 556 $  |
| 44 | 29 octobre 1993   | L'Étrange Noël de monsieur Jack  | 8 212 477 $  |
| 45 | 5 novembre 1993   | L'Étrange Noël de monsieur Jack  | 7 684 284 $  |
| 46 | 12 novembre 1993  | Les Trois Mousquetaires          | 10 621 992 $ |
| 47 | 19 novembre 1993  | Les Valeurs de la famille Addams | 14 117 545 $ |
| 48 | 26 novembre 1993  | Madame Doubtfire                 | 20 468 847 $ |
| 49 | 3 décembre 1993   | Madame Doubtfire                 | 14 735 459 $ |
| 50 | 10 décembre 1993  | Wayne's World 2                  | 13 516 699 $ |
| 51 | 17 décembre 1993  | L'Affaire Pélican                | 16 864 404 $ |
| 52 | 24 décembre 1993  | L'Affaire Pélican                | 11 124 936 $ |
| 53 | 29 décembre 1993  | Madame Doubtfire                 | 16 346 568 $ |